# Thierry Alzacki
Thierry Alzacki (ur. 1099/1100, zm. 4 lutego 1168) –  hrabia Flandrii, młodszy syn Thierry’ego II Mężnego, księcia Lotaryngii, i Gertrudy, córki hrabiego Roberta I.

## Życiorys
Po zamordowaniu w 1127 r. hrabiego Flandrii Karola Dobrego, Thierry zgłosił swoje pretensje do hrabstwa jako wnuk hrabiego Roberta I. Tytuł hrabiowski otrzymał jednak Wilhelm Clito, prawnuk Baldwina V, popierany przez Ludwika VI Grubego, króla Francji. Polityka Wilhelma spowodowała jednak opór stanów flandryjskich i w efekcie na początku 1128 r. miasta Gandawa, Saint-Omer, Brugia i Lille opowiedziały się za Thierrym jako prawowitym hrabią. Poparcia udzielił mu również król Anglii Henryk I Beauclerc.
Wystąpienie Thierry’ego wywołało reakcję Ludwika VI, który doprowadził do ekskomunikowania pretendenta. Ludwik ruszył również na Lille, ale wycofał się na wieść o działaniach Henryka Angielskiego. Tymczasem Thierry zyskiwał we Flandrii coraz szersze poparcie, wypierając Wilhelma do południowej części hrabstwa. Później jednak karta wojny się odwróciła. Thierry został pobity w bitwach pod Tielt i pod Oostkamp i musiał uciekać do Brugii. Zmuszony do wycofania się z tego miasta, schronił się w zamku Aalst, który rychło został oblężony przez Wilhelma, Ludwika VI i Gotfryda I Brodatego. Zamek już prawie kapitulował, gdy od rany odniesionej podczas walk zmarł Wilhelm Clito. Thierry pozostał więc jedynym kandydatem do hrabstwa Flandrii.
Thierry wybrał na swoją siedzibę Gandawę i wkrótce został uznany przez flandryjskie miasta i baronów. Popierał go również Henryk Angielski. Thierry unormował również stosunki z Ludwikiem VI, składając mu hołd lenny w 1132 r. Ludwik poparł w efekcie Thierry’ego podczas jego walki z Baldwinem IV, hrabią Hainaut, który również zgłosił swoje pretensje do Flandrii.
W 1133 r. zmarła żona Thierry’ego, Małgorzata z Clermont (wdowa po Karolu Dobrym), pozostawiając jedną córkę. W 1139 r. Thierry udał się na pierwszą z czterech wypraw do Królestwa Jerozolimskiego. Tam poślubił Sybillę, córkę króla Fulka z pierwszego małżeństwa. Podczas swojego pobytu w Ziemi Świętej Thierry poprowadził zwycięską wyprawę na Cezareę Filipową. Towarzyszył również teściowi podczas wyprawy na Gilead. Wkrótce powrócił do Flandrii i pomógł księciu Godfrydowi III z Leuven zdusić rebelię w Dolnej Lotaryngii.
Po raz drugi do Ziemi Świętej Thierry wyruszył w 1147 r. razem z II wyprawą krzyżową. Kierował przeprawą armii krzyżowców przez rzekę Menderes w Anatolii oraz walczył w bitwie pod Attalyą w 1148 r. Po przybyciu do Królestwa Jerozolimskiego brał udział w radzie w Akce, na której zapadła katastrofalna w skutkach decyzja o ataku na Damaszek. Wziął udział w oblężeniu miasta prowadzonym przez swojego szwagra, króla Baldwina III. Przy wsparciu króla Francji Ludwika VII i króla Niemiec Konrada III, ogłosił chęć otrzymania Damaszku w lenno po jego zdobyciu. Sprzeciwili się temu palestyńscy baronowie, który woleli oddać miasto Gwidonowi, panu Bejrutu. Spór okazał się jednak bezcelowy, gdyż krzyżowcy nie zdobyli miasta.
Podczas nieobecności Thierry’ego na Flandrię najechał Baldwin IV z Hainaut i dotkliwie spustoszył Artois. Rządząca w imieniu męża hrabina Sybilla doprowadziła do odwetowego ataku na Hainaut, które również zostało spustoszone. Po powrocie z wyprawy krzyżowej w 1150 r. Thierry, z pomocą Henryka IV Luksemburskiego i Henryka, biskupa Liège, ponownie zaatakował włości Baldwina, pokonując go pod Bouchain. W wyniku rozmów pokojowych Thierry wydał swoją córkę Małgorzatę za syna hrabiego Hainaut, Baldwina.
W 1156 r. Thierry wydał swojego najstarszego syna za Elżbietę z Vermandois i udał się, tym razem wraz z żoną, na trzecią wyprawę do Ziemi Świętej. Towarzyszył tam Baldwinowi III w oblężeniu Szajzaru w 1157 r., które jednak zakończyło się niepowodzeniem, gdyż Thierry pokłócił się z księciem Antiochii Rejnaldem o to, komu ma przypaść zdobyta forteca. Do Flandrii powrócił w 1159 r., bez żony, która zdecydowała się wstąpić do klasztoru św. Łazarza w Betanii. Rządy we Flandrii podczas nieobecności Thierry’ego sprawował jego syn Filip, który po powrocie ojca pozostał współwładcą hrabstwa.
Ostatnią podróż na Wschód Thierry odbył w 1164 r. Podczas pobytu w Królestwie towarzyszył królowi Amalrykowi I (swojemu kolejnemu szwagrowi) w jego podróży do Antiochii i Trypolisu. Po powrocie do Flandrii w 1166 r. Thierry umieścił na swojej pieczęci palmę daktylową, a na odwrocie - koronę z wawrzynu.
Thierry zmarł 4 lutego 1168 r. i został pochowany w opactwie w Watten, pomiędzy Saint-Omer a Gravelines. Jego rządy były okresem pokoju i postępu. Umiejętną polityką rozszerzył granice Flandrii i przyczynił się do ekonomicznego i rolniczego rozwoju swojego hrabstwa.
Ze swoją pierwszą żoną, Małgorzatą de Clermont (zm. 1133), córką hrabiego Renalda II de Clermont i Adeli z Vermandois, miał jedną córkę:
- Laurette (zm. ok. 1175), czterokrotnie zamężną (z Iwainem von Aalst, księciem Henrykiem II z Limburga, hrabią Raoulem I z Vermandois i hrabią Henrykiem IV Luksemburskim), w końcu zakonnicę

Drugą żoną Thierry’ego była Sybilla Andegaweńska (ok. 1112 – 1165), córka Fulka, króla Jerozolimy i hrabiego Andegawenii z jego pierwszego małżeństwa z Ermengardą, córką Eliasza I, hrabiego Maine. Thierry i Sybilla mieli trzech synów i trzy córki:
- Filipa Alzackiego (1143 – 1 sierpnia 1191), hrabiego Flandrii
- Mateusza Alzackiego (ok. 1144[1] - 25 lipca 1173[2]), iure uxoris hrabiego Boulogne
- Piotra (zm. 1176), biskupa Cambrai
- Małgorzatę I Alzacką (1145 – 15 listopada 1194), hrabinę Flandrii
- Gertrudę (zm. 1186), żonę Humberta III Błogosławionego, hrabiego Sabaudii
- Matyldę, opatkę klasztoru w Fontevraud